# اچ‌ام‌اس سورپرایز (۱۸۱۲)
اچ‌ام‌اس سورپرایز (۱۸۱۲) (به انگلیسی: HMS Surprise (1812)) یک کشتی بود که طول آن ۱۵۰ فوت ۴ اینچ (۴۵٫۸۲ متر) بود. این کشتی در سال ۱۸۱۲ ساخته شد.